# أندرياس بهرند
أندرياس بهرند (بالألمانية: Andreas Behrend)‏ (مواليد 27 سبتمبر 1963) هو سبّاح ألماني، مثّل بلاده في الألعاب الأولمبية الصيفية 1984.

## روابط خارجية
أندرياس بهرند على موقع الاتحاد الدولي للسباحة (الإنجليزية)
- أندرياس بهرند على موقع أوليمبيديا (الإنجليزية)